# UC 10
UC 10 war ein U-Boot der Kaiserlichen Marine vom Typ UC I, das im Ersten Weltkrieg eingesetzt wurde.

## Bootsdaten
UC 10 war ein Einhüllenboot mit einem Dieselmotor mit 90 PS und einem Elektromotor mit 175 PS. Damit konnten über Wasser 6,2 kn und getaucht 5,2 kn erreicht werden. Die Reichweite betrug Überwasser bei 5 kn 750 sm und getaucht bei 4 kn 50 sm. Für Tauchfahrten reichte die Batteriekapazität für eine Stunde und die maximale Tauchtiefe war mit 50 m angegeben. Das Boot war 33,99 m lang, 3,15 m breit und hatte einen Tiefgang von 3,04 m. Die Verdrängung betrug über Wasser 168 t und getaucht 183 t.
Die Besatzung bestand aus dreizehn Mannschaften und einem Offizier.
Die Bewaffnung bestand aus sechs Minenschächten und zwölf Minen des Typs „UC 120“. Zusätzlich wurde ein 7,92-mm-Maschinengewehr mitgeführt.

## Geschichte
UC 10 wurde auf der Vulkanwerft in Hamburg gebaut und lief dort am 15. Juli 1915 vom Stapel. Zwei Tage später erfolgte die Indienststellung. Das Boot fuhr in seiner Dienstzeit auf 30 Feindfahrten. Es konnte dabei 16 Handelsschiffe mit einer Tonnage von 30.406 t und zwei Zerstörer mit 598 t versenken. Fünf Handelsschiffe mit 16.627 t wurden beschädigt.
UC 10 wurde am 21. August 1916 westlich von Den Haag auf Position 52° 2′ N, 3° 54′ O vom englischen U-Boot E54 mit zwei Torpedos angegriffen, von denen einer traf. UC 10 ging mit seiner Besatzung unter, keiner der 18 Mann an Bord überlebte.

## Versenkte und beschädigte Schiffe
| Datum             | Name                          | Tonnage              | Nation                     | Ergebnis   |
| ----------------- | ----------------------------- | -------------------- | -------------------------- | ---------- |
| 30. Dezember 1915 | Ellewoutsdijk                 | 2.229                | Königreich der Niederlande | versenkt   |
| 4. Januar 1916    | Leto                          | 3.225                | Königreich der Niederlande | versenkt   |
| 5. Januar 1916    | Fridtjof Nansen               | 3,275                | Norwegen                   | versenkt   |
| 20. Januar 1916   | Apollo                        | 799                  | Königreich der Niederlande | versenkt   |
| 21. Januar 1916   | Falls City                    | 4.729                | Vereinigtes Königreich     | beschädigt |
| 25. Februar 1916  | Southford                     | 963                  | Vereinigtes Königreich     | versenkt   |
| 26. Februar 1916  | Birgit                        | 1.117                | Schweden                   | versenkt   |
| 29. Februar 1916  | Malvina                       | 1.244                | Vereinigtes Königreich     | beschädigt |
| 7. März 1916      | HMS Coquette                  | 335                  | Royal Navy                 | versenkt   |
| 7. März 1916      | HMS TB 11                     | 236                  | Royal Navy                 | versenkt   |
| 11. März 1916     | Zaandijk                      | 4.189                | Königreich der Niederlande | beschädigt |
| 18. März 1916     | Palembang                     | 6.674                | Königreich der Niederlande | versenkt   |
| 3. April 1916     | Ino                           | 702                  | Norwegen                   | versenkt   |
| 26. April 1916    | Dubhe                         | 3.233                | Königreich der Niederlande | beschädigt |
| 26. April 1916    | Noordzee                      | 298                  | Königreich der Niederlande | versenkt   |
| 1. Mai 1916       | Hendon Hall                   | 3.994                | Vereinigtes Königreich     | versenkt   |
| 2. Mai 1916       | Rochester City                | 1.239                | Vereinigtes Königreich     | versenkt   |
| 22. Mai 1916      | Rhenass                       | 3.638                | Vereinigtes Königreich     | versenkt   |
| 27. Mai 1916      | Lincairn                      | 3.232                | Vereinigtes Königreich     | versenkt   |
| 1. Juni 1916      | Parkgate                      | 216                  | Vereinigtes Königreich     | beschädigt |
| 20. August 1916   | Dragoon                       | 30                   | Vereinigtes Königreich     | versenkt   |
| 3. September 1916 | Rievaulx Abbey                | 1.166                | Vereinigtes Königreich     | versenkt   |
| 11. Dezember 1916 | Nora                          | 772                  | Dänemark                   | versenkt   |
|                   | Versenkt: Beschädigt: Gesamt: | 31.004 16.627 47.631 |                            |            |

## Kommandanten
| 17. Juli bis 3. November 1915    | Oberleutnant zur See Ernst Rosenow       |
| 4. November bis 8. Dezember 1915 | Oberleutnant zur See Max Viebeg          |
| 9. Dezember 1915 – 13. Juni 1916 | Oberleutnant zur See Alfred Nitzsche     |
| 14. bis 26. Juni 1916            | Oberleutnant zur See Reinhold Saltzwedel |
| 27. Juni bis 21. August 1916     | Oberleutnant zur See Werner Albrecht     |